# Shefa-'Amr
Shefa-'Amr (en hebreo: שְׁפַרְעָם‎ = Shfar'am, y en árabe: شفاعمرو‎ Šafā ʻAmr) es una ciudad del Distrito Norte de Israel. Según la Oficina Central de Estadísticas de Israel (OCEI), en 2021 la ciudad tenía una población de 43 023 habitantes, en su mayoría de origen árabe y de creencias musulmanas suníes, con importantes minorías cristianas y drusas.

## Etimología
El origen del nombre hebreo שְׁפַרְעַם, que data de hace unos 2000 años, es el de shofar (שׁוֹפָר - cuerno de carnero, con el que se daba la alarma o se llamaba a reunión) y 'am (עַם - pueblo), o sea que, al ser el lugar en que se reunía el Sanedrín judío, se anunciaban sus decretos a todo el pueblo. Este nombre es mencionado muchas veces en la Tosefta y en el Talmud.
Palmer escribe que el nombre árabe, que es una deformación del nombre hebreo, de época mucho más tardía, significa “el margen o el borde de ‘Amr”. En el municipio se cree que significa “la curación de ‘Amer”, que fue un líder musulmán nacido en el año 580 de la Era Cristiana.

## Historia

### Antigüedad
En Shefa-Amr se han encontrado muros, instalaciones y restos de cerámica de comienzos de la Edad del Bronce y de las épocas helenística y romana.

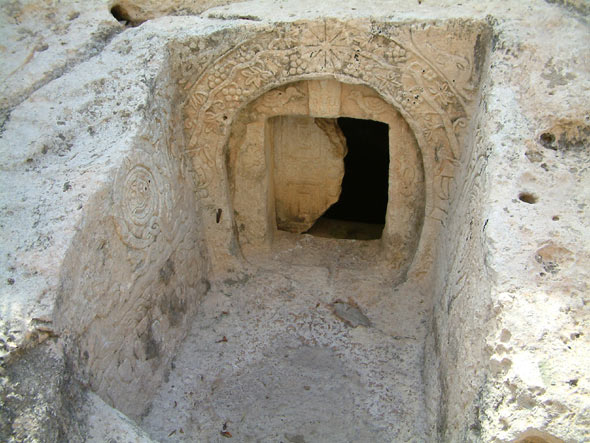
Ruinas de época bihttps://es.wikipedia.org/w/index.php?title=Shefa-%27Amr&action=edit#zantina.

La ciudad ha estado habitada de manera continua desde tiempos romanos, cuando fue una de las ciudades mencionadas en el Talmud como sede del Sanedrín judío. El Estudio de Palestina Occidental documentó en el siglo XIX cuevas funerarias decoradas, que describieron como tumbas cristianas de la época bizantina y dataron entre los siglos V y VI d. C. También se encontraron inscripciones en griego.
Unas excavaciones arqueológicas efectuadas en una cueva y en canteras locales revelaron que habían sido utilizadas ya en época romana y bizantina. Entre los restos bizantinos de Shefa-'Amr se incluyen iglesias y tumbas.

### Edad Media
En una exploración arqueológica previa a unas obras proyectadas en el barrio sur de la Ciudad Vieja se descubrieron restos de cinco fases de construcción del periodo bizantino tardío y de comienzos del periodo omeya. Entre los descubrimientos cabe destacar un horno tabun, una calzada hecha con pequeñas piedras, un mosaico que probablemente formó parte del suelo de una prensa de vino, una pequeña prensa de vino cuadrada, cráteras hechas a mano, un bol chipriota importado y una olla descubierta. También se descubrieron restos de cristal y cerámica.
En la época de las Cruzadas, la ciudad pasó a conocerse como Safran, Sapharanum, Castrum Zafetanum, Saphar Castrum o Cafram. Los cruzados construyeron una fortaleza en la aldea para uso de los caballeros templarios. A los pies del castillo se encontraba un asentamiento fortificado con una iglesia, habitado bien por cristianos locales, bien por cruzados. La aldea, conocida como Shafar ‘Am, fue una base militar de Saladino para realizar ataques contra Acre entre 1190 y 1191 y entre 1193 y 1194.
Hacia 1229 la aldea volvió a manos cruzadas, condición reconocida por el sultán Baibars en el tratado de paz de 1271 y por el sultán Qalawun en 1283. El monje italiano Riccoldo da Monte di Croce visitó la aldea entre los años 1287 y 1288 y dejó constancia de que en ella vivían habitantes cristianos. Parece ser que hacia el año 1291 estaba ya bajo control mameluco, dado que fue mencionada cuando el sultán Al-Ashraf Jalil asignó los ingresos de la ciudad a una organización benéfica de El Cairo.

### Época otomana
Durante los primeros años del dominio otomano sobre la Galilea, en 1564, los ingresos por impuestos de Shefa-‘Amr fueron concedidos al nuevo waqf del Hasseki Sultan Imaret de Jerusalén, un comedor social para pobres establecido por Roxelana, la esposa de Solimán el Magnífico. Un número ínfimo de judíos aparecen mencionados en documentos de las primeras décadas de este siglo, y a finales del mismo no había judíos citados en los escritos.
Un firmán (decreto) datado en 1573 menciona la aldea de Shefa-'Amr entre un grupo de localidades de la nahiya de Akka que se habían rebelado contra la administración otomana. Hacia 1577, la aldea había acumulado un arsenal de 200 mosquetes. En el registro fiscal de 1596 encuadra la localidad de Shefa-'Amr en la nahiya de Akka, perteneciente al Sanjacado de Safad, y cita una población de 83 hogares (khana) y ocho solteros, todos ellos musulmanes. Los ingresos fiscales totales eran de 13.600 akçe, la mayoría de los cuales correspondían a una suma fija. La aldea también pagaba impuestos por ingresos ocasionales, cabras y panales de abejas, mientras que los habitantes locales pagaban por usar o poseer una almazara.

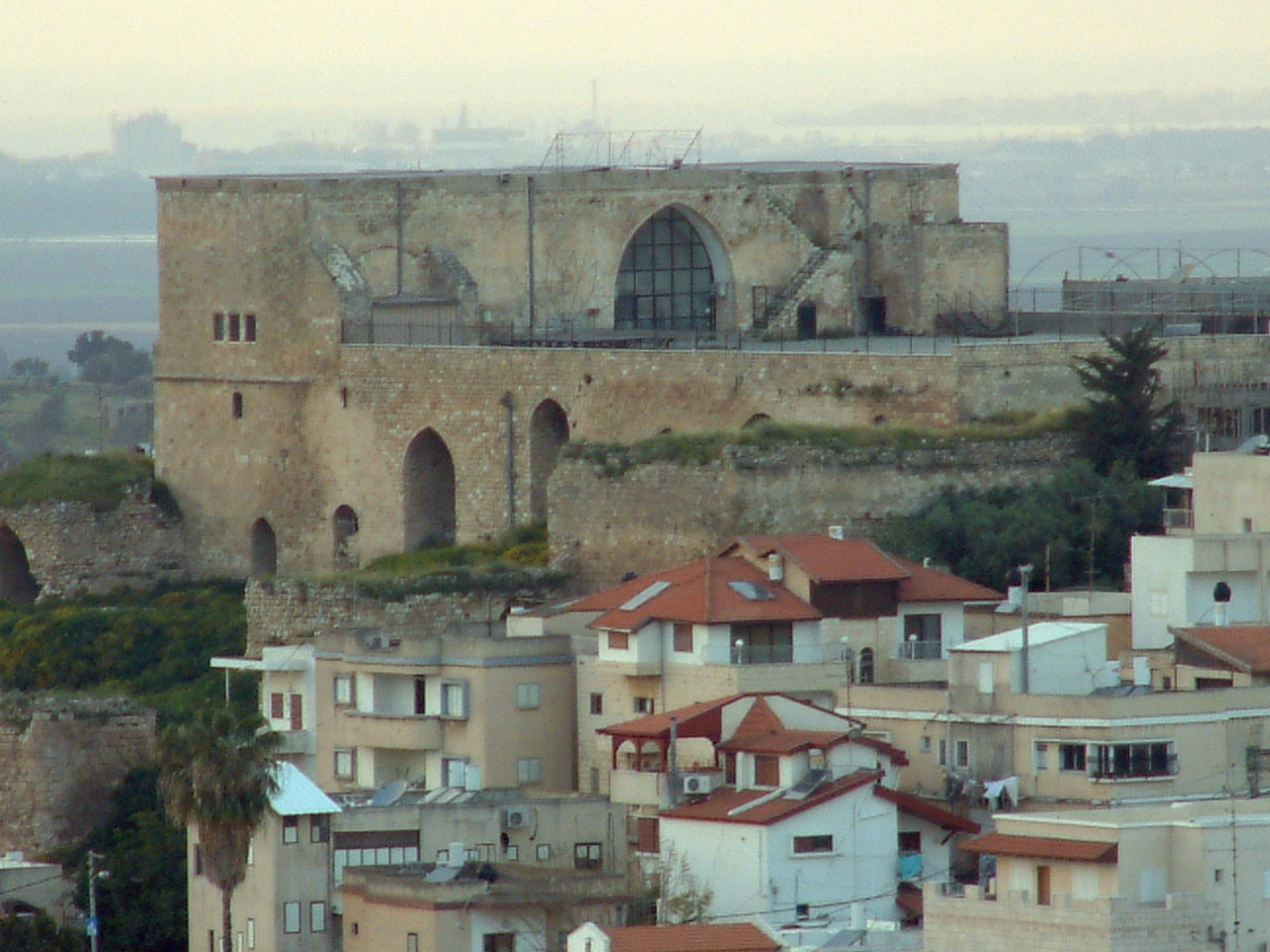
Fortaleza de Shefa-'Amr.

En el siglo XVIII la ciudad adquirió una mayor importancia. Al comienzo de dicho siglo, Shefa-'Amr estaba bajo control del jeque Ali Zaydani, tío de Zahir al-Umar y jeque principal de la Baja Galilea. Hay constancia de que hubo un castillo en la aldea desde al menos 1740. Cuando Zahir al-Umar subió al poder en la década de 1740, Ali Zaydani fue reemplazado por su sobrino, Uthman, hijo de Zahir. Tras la muerte de Zahir en 1775, Jazzar bajá permitió a Uthman seguir como gobernador de Shefa ‘Amr a cambio de un juramente de lealtad y de un aumento de impuestos. A pesar de las órdenes de Constantinopla que exigían la destrucción de la fortaleza, Jazzar bajá permitió que esta permaneciese intacta. Algunos años después, Uthman fue reemplazado por Ibrahim Abu Qalush, designado personalmente por Jazzar bajá. 
Durante este periodo, Shefa-'Amr se convirtió en un centro regional de cierta importancia debido a su ubicación en el centro de la zona de cultivo de algodón y a sus defensas tanto naturales como artificiales. La importancia del algodón en el crecimiento de Shefa-'Amr fue clave. Los registros de impuestos de la ciudad atestiguan los grandes ingresos esperados por este cultivo. Una prueba definitiva de la presencia judía en Shefa-'Amr aparece en el siglo XVIII. Un mapa de Pierre Jacotin de la invasión napoleónica de 1799 muestra la localidad bajo el nombre de Chafa Amr. 
James Finn informó en 1877 que “la mayoría de los habitantes son drusos. Hay unos pocos musulmanes y unos pocos cristianos; pero [en 1850] había treinta familias judías viviendo como agricultores, cultivando grano y aceitunas en sus propiedades, siendo la mayoría de las cuales herencias familiares; algunas de estas personas tenían origen argelino. Tenían su propia sinagoga y un carnicero legalmente cualificado, y sus números habían sido más considerables en el pasado”. Sin embargo, “después se redujeron a dos familias, mientras que el resto se trasladaron [a Haifa] cuando este puerto proliferó con su prosperidad”. Conder y Kitchener, que visitaron la localidad en 1875, escucharon que la comunidad constaba de “2.500 almas -1.200 de ellas musulmanas, el resto drusos, griegos y latinos”. La comunidad drusa de la ciudad también se vio mermada considerablemente en los años ochenta del siglo XIX por la inmigración de sus miembros a la meseta de Hauran, cuyo objetivo era evitar el reclutamiento forzoso en los ejércitos otomanos. 

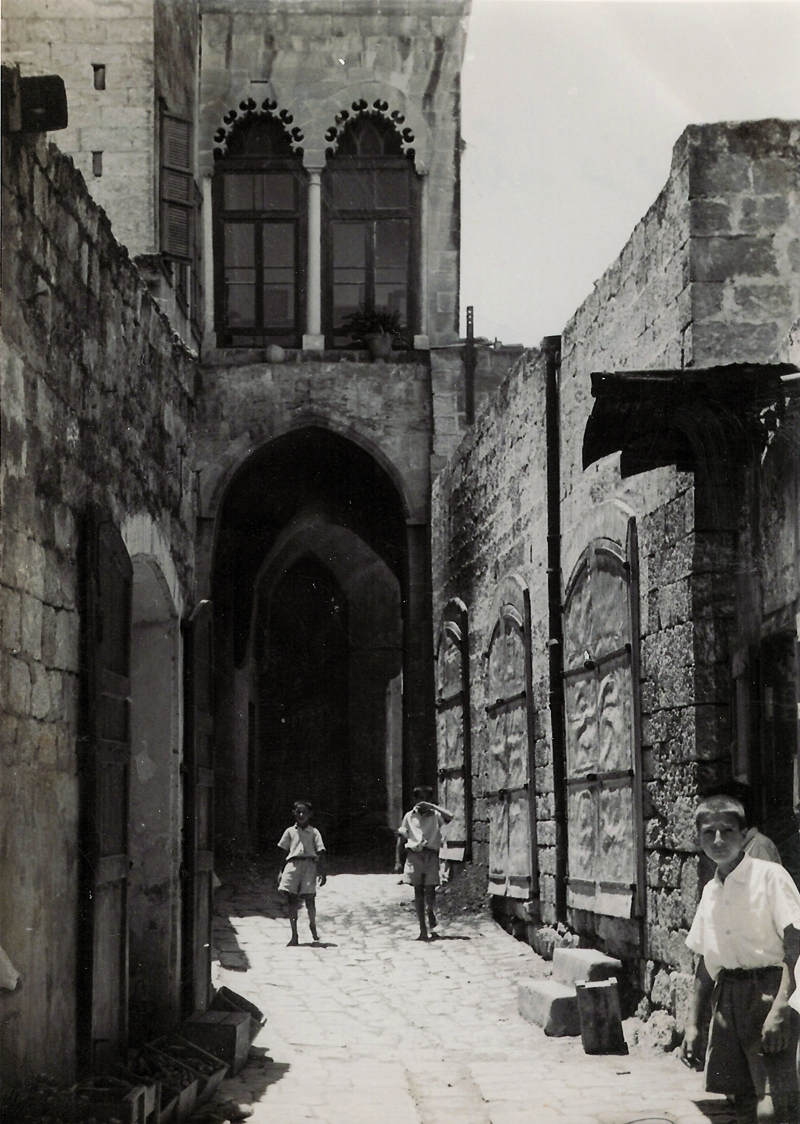
Mercado de Shefa-'Amr en los años treinta.

Un listado de población de alrededor de 1887 mostraba que Shefa-'Amr tenía unos 2.750 habitantes, de los que 795 eran musulmanes, 95 griegos católicos, 1.100 católicos, 140 latinos, 175 maronitas o protestantes, 30 judíos y 440 drusos. 

### Mandato británico de Palestina
Como consecuencia de la derrota del Imperio otomano en la Primera Guerra Mundial, el Reino Unido pasó a controlar Shefa-'Amr y el resto de Palestina bajo la forma de un mandato. En el censo de 1922, la localidad tenía una población de 2.288 habitantes, de los que 1263 eran cristianos, 623 musulmanes y 402 drusos. De los cristianos, 1054 eran melquitas, 94 anglicanos, 70 católicos, 42 griegos ortodoxos y 3 maronitas. La población de Shefa-'Amr había crecido en el censo de 1931, contabilizándose 629 hogares y una población de 1321 cristianos, 1006 musulmanes, 496 drusos y un judío. Otros 1.197 musulmanes residían en 234 hogares catalogados como “suburbios de Shafa ‘Amr”. 
La población de la localidad siguió creciendo y en el censo de 1945 aparecían registrados 1560 cristianos, 1380 musulmanes, 10 judíos y 690 “otros” (seguramente drusos), así como una población rural de 3560 musulmanes. 

### Israel
En 1948, Shefa-'Amr fue capturada por el ejército israelí durante la primera fase de la Operación Dekel, entre el 8 y el 14 de julio. La población drusa de la ciudad colaboró activamente con las tropas israelíes. El barrio musulmán sufrió un duro bombardeo y miles de sus habitantes huyeron hacia Saffuriya. Tras la caída de Nazaret, algunos de los refugiados obtuvieron permiso para volver a la ciudad. Como el resto de la población árabe que quedaba en Israel, Shefa-'Amr se vio sujeta a la ley marcial. En noviembre de 1949, un grupo de notables de Shefa-'Amr entregó al ejército israelí una lista de 300 personas que residían ilegalmente en la ciudad. En 1951, la población de Shefa-'Amr era de 4.450 habitantes, de los que un 10% eran refugiados internos de otras localidades. El régimen militar duró hasta 1966. 

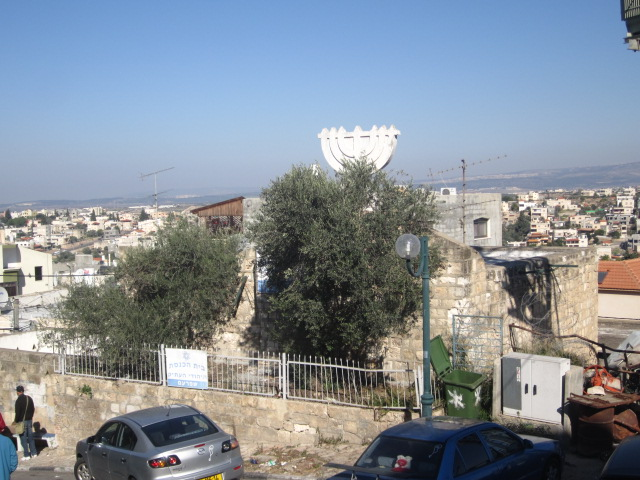
Sinagoga Shfaram.

El 16 de mayo de 2004 tuvo lugar un asesinato en Shefa-'Amr que alteró notablemente la convivencia en la ciudad. Whehebe Moheen, un sexagenario, asesinó a Manal Najeeb Abu Raed, la viuda de su hijo y madre de sus dos nietas. Manal había perdido a su marido de un cáncer dos años antes y residía en la casa de la pareja, en la aldea drusa de Daliyat el-Carmel, cerca de Haifa. Esto ocasionó un importante conflicto entre las familias de la víctima y del asesino que acabaría solucionándose en 2009 mediante el pago de una compensación económica (diyya) y la firma de un acuerdo de reconciliación (sulha). 
El 4 de agosto de 2005, Eden Natan-Zada, un soldado israelí que había desertado de su base, abrió fuego con su arma reglamentaria contra los pasajeros de un autobús de la ciudad, mató a cuatro de sus habitantes árabes e hirió a otros veintidós. Tras el tiroteo, una masa enfurecida aprehendió a Natan-Zada, lo linchó y lo apedreó. Según testigos presenciales, el conductor del autobús se sorprendió al ver a un soldado judío con kipá dirigiéndose a Shefa-'Amr en un autobús público, por lo que preguntó a Natan-Zada si estaba seguro de que esa era la ruta que deseaba hacer. Las cuatro víctimas fueron dos hermanas veinteañeras, Hazar y Dina Turki, y dos hombres, Michel Bahouth (el conductor) y Nader Hayek. Unas 40 000 personas asistieron a los funerales de las víctimas. Las hermanas fueron enterradas en el cementerio musulmán y los hombres en el cementerio católico. Los heridos fueron llevados al Hospital Rambam de Haifa. El ayuntamiento de Shefa-'Amr erigió un monumento en honor a las víctimas. 

## Geografía
Shefa-'Amr es una antigua ciudad ubicada en el Distrito Norte de Israel, en la entrada de la región de la Galilea. Se encuentra a 13 kilómetros del mar Mediterráneo y a 20 kilómetros de tres grandes ciudades: Haifa, Acre y Nazaret, en las que trabajan la mayoría de sus habitantes. La ciudad está emplazada sobre siete colinas, lo que en ocasiones le ha dado el nombre de la “pequeña Roma”. La altitud de la ciudad y su posición estratégica como punto de encuentro de los valles y montañas de la Galilea hicieron de ella el centro de su distrito en más de una ocasión, y en especial en la época de Othman, hijo de Zahir al-Umar, quien construyó un castillo en la ciudad y torres alrededor de ella. La bahía de Haifa, las altas montañas de la Galilea y los valles que rodean la ciudad son visibles de los puntos más elevados de Shefa-'Amr. 

## Política y sociedad

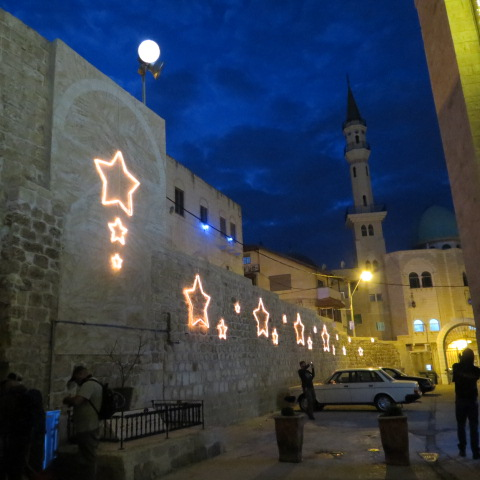
Iglesia de San Pedro y San Pablo.

A comienzos de los años cincuenta, en torno a 25 000 dunams (2.500 hectáreas) de la superficie municipal de Shefa-'Amr fueron expropiados por el Estado de Israel mediante un proceso por el cual la tierra se declaraba zona militar cerrada; cuando había pasado suficiente tiempo para que dichos terrenos adquirieran la categoría legal de “yermos”, el Ministerio de Agricultura usaba su facultad para “asegurarse de que estuviesen cultivados” otorgándoselos a otras comunidades mayoritariamente judías. Algunas de estas tierras eran propiedad de judíos. Otros 7.579 dunams (unas 760 hectáreas) fueron expropiados entre 1953 y 1954. La superficie municipal de Shefa-'Amr pasó de 58.725 dunams en 1945 a 10.371 dunams en 1962.
Un alcalde de Shefa-'Amr, Ibraheem Nimr Hussein, fue presidente del Comité de Alcaldes Árabes de Israel (posteriormente denominado Comité de Seguimiento Árabe) desde su creación en 1975. 
En 1981 se creó La Sociedad Galilea (Sociedad Nacional Árabe para la Investigación y los Servicios Sanitarios), una ONG en Shefa-'Amr para mejorar la asistencia sanitaria entre la comunidad árabe de Israel. 
En 1982, tras la invasión israelí del Líbano, el propio Ibraheem Nimr Hussein creó el “Comité Supremo de Seguimiento”, basándose en un comité que había sido creado años atrás con motivo del Día de la Tierra. Consistía en 11 presidentes de consejos locales y miembros de la Knéset. Hacia los años noventa, este comité había crecido considerablemente y se había convertido en una especie de miniparlamento para los palestinos de la Galilea. 
Según Ynetnews, en enero de 2008, el alcalde Ursan Yassin se reunió con funcionarios del comité para la celebración del 60 aniversario de la independencia de Israel y anunció que Shefa-'Amr participaría en las celebraciones.  
En 2011, unos 7000 cristianos, drusos y musulmanes participaron en una manifestación solidaria en apoyo de los cristianos de Irak y Egipto que se encuentran sujetos a una persecución religiosa.

## Demografía
De acuerdo a los datos del censo de la Oficina Central de Estadísticas de Israel (CBS), en el año 2015 vivían unas 40.017 personas en Shefa-'Amr, con una tasa de crecimiento del 2.0%. Su población está conformada por un 60,5% de musulmanes suníes, un 25,2% de cristianos y un 14,3 drusos. Por franjas de edades, el 40,4% de los habitantes de Shefa-'Amr tenían 19 años o menos; el 14,9% tenían entre 20 y 29 años; el 21,1% se encontraba entre los 30 y los 44 años; otro 17,8% tenían entre 45 y 64 años; y el 5,7% restante eran mayores de 64 años. La población, constituida de muy diversas comunidades, otorga a la ciudad un aire relativamente cosmopolita y multicultural.

## Economía
Según el CBS, en 2012 había 12.494 asalariados y 1.062 autónomos entre los trabajadores de la ciudad. El sueldo medio mensual ese mismo año era de 5.412 séquels para los trabajadores asalariados. Los hombres asalariados tenían un sueldo medio mensual muy superior al de las mujeres: 6.312 séquels ellos y 3.904 séquels ellas. En cuanto a los autónomos, la media de ingresos era de 7.381 séquels mensuales. En 2012, 235 personas recibían un subsidio de desempleo y otras 3.971 eran beneficiarias de una garantía salarial. 

## Educación y cultura
En 2012 había 24 escuelas con una población estudiantil de 9.459 alumnos, que podían dividirse entre 15 escuelas de educación primaria (con 5.360 alumnos) y 13 institutos de educación secundaria (con 4.099 alumnos). Ese mismo año, el 53,7% de los alumnos de duodécimo grado consiguieron graduarse. En la zona oriental de la ciudad se encuentra un centro de informática, una biblioteca pública y un gran centro de congresos construido por Mifal HaPayis. 
Shefa-'Amr también es famosa por tener la única escuela de pedagogía Waldorf en el mundo árabe, llamada Tamrat El Zeitoun, en la que estudian juntos alumnos musulmanes, cristianos y drusos. En colaboración con otros profesores del método Waldorf de una escuela de Harduf, este centro desarrolló un currículum lingüístico que compaginaba las diferencias existentes entre el árabe hablado y escrito. Esta escuela celebra las festividades de las tres comunidades religiosas a las que pertenecen sus alumnos. 

### Música
El músico Aamer Nakh fundó en 1999 el conservatorio de música Beit Almusica en el centro de Shefa-'Amr. Ofrece cursos anuales de estudios musicales con varios instrumentos y organiza conciertos y actuaciones. También en Shefa-'Amr se celebra un concurso anual de canción llamado “Festival Fort”, en el que niños de origen palestino de todo el país compiten por ser elegidos la “Voz del Año” interpretando canciones tradicionales árabes. El coro Ba’ath, creado por Raheeb Haddad, actúa por toda Israel y participa en numerosos eventos internacionales. El cantante Reem Talhami, natural de Shefa-'Amr, ha actuado a lo largo y ancho del mundo árabe. Tayseer Elias, un reconocido músico que toca el laúd árabe (ud) y trabaja como profesor en el conservatorio Beit Almusica, imparte también clases en la Universidad Bar-Ilan. 

### Teatro
Las primeras obras de teatro en ser representadas en Shefa-'Amr tuvieron lugar en los años cincuenta y fueron interpretadas por scouts cristianos. Muchos teatros han abierto en la ciudad desde los años setenta. El mayor teatro de la ciudad es el Establecimiento Ghurbal, considerado un teatro nacional árabe. Saed Salame, un actor y cómico local, fundó un festival internacional de pantomimas que dura tres días y se celebra anualmente. 

### Cocina
Uno de los alimentos más representativos de la cocina tradicional de Shefa-'Amr es su helado con base de mástique, conocido como bozet Shefa-‘Amr. La Compañía de Café Nakhleh es la principal productora de café entre la comunidad palestina de Israel.

## Lugares de interés

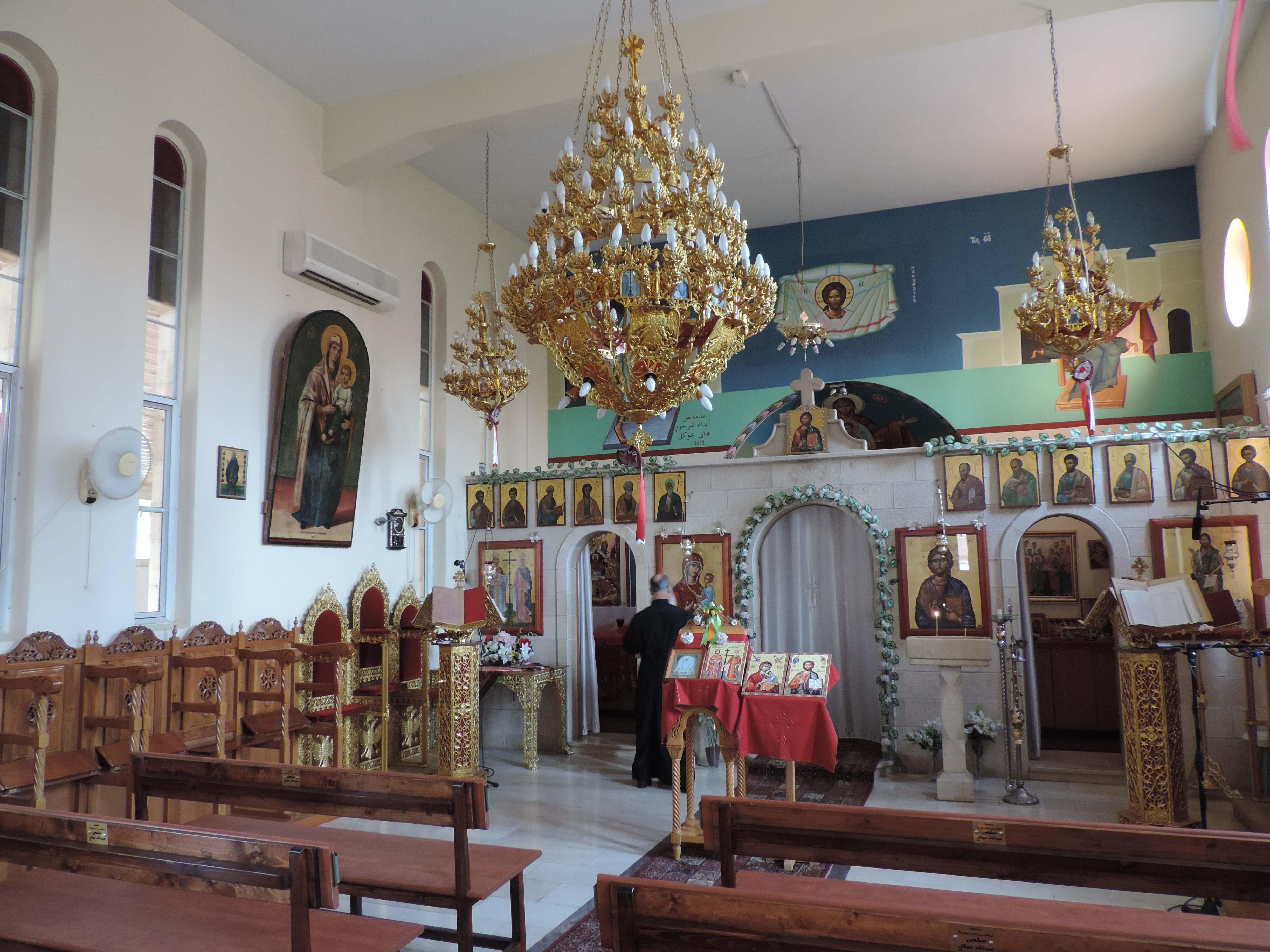
Iglesia católica melquita en Shefa-'Amr

Uno de los lugares más visitados de Shefa-'Amr es el fuerte construido por el gobernador Zahir al-Umar en 1760 para asegurar la entrada a la Galilea. Dicho fuerte se construyó sobre los retos de un fuerte cruzado denominado “Le Seffram”. En la planta baja se establecieron los establos para los caballos, mientras que en la primera se encontraban los aposentos de Zahir. Con el advenimiento del Estado de Israel, el fuerte pasó a ser utilizado como comisaría de policía. Sin embargo, cuando se construyó una nueva comisaría en el barrio de Fawwar, el fuerte se renovó y se convirtió en un centro juvenil que acabó clausurándose tiempo después. 
Otros lugares de interés de la ciudad incluyen “La Torre” o “al-Burj”, un antiguo fuerte cruzado en la zona sur de la ciudad, y el viejo mercado de Shefa-'Amr, que en su día fue el centro de actividad de la localidad. La antigua sinagoga Shfaram es una sinagoga emplazada en una estructura incluso más antigua. Hay registros de que estaba ya en funcionamiento en 1845. Un habitante cristiano de la ciudad custodia sus llaves de esta sinagoga, que se renovó en 2006. En la ciudad todavía se puede visitar la tumba del rabino Judá Ben Baba, un famoso rabino del siglo II que fue capturado y ejecutado por los romanos. Muchos fieles judíos la visitan cada año. 

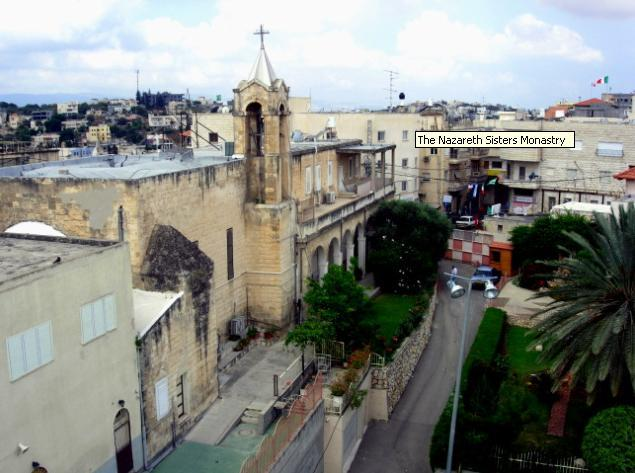
Convento de las Hermanas de Nazaret.

En el centro de la ciudad se han excavado tumbas de la época bizantina, pertenecientes a la comunidad cristiana local de los siglos V y VI. Las entradas a las tumbas están decoradas con esculturas de leones y con inscripciones en griego antiguo que hablan de Jesús. 
En el centro de la ciudad se encuentra el Convento de las Hermanas de Nazaret, emplazado en lo que originalmente fue la Iglesia de Santiago, del siglo IV. Esta iglesia aparece en las notas de algunos historiadores clericales cristianos, aunque la iglesia original se ha visto reemplazada por el monasterio. Aún permanecen en pie algunas columnas de mármol que recuerdan a las que se utilizaban en las primeras iglesias cristianas. 
La Iglesia de San Pedro y San Pablo se encuentra en una de las colinas de la ciudad, cerca del fuerte, y tiene un alto campanario y una gran cúpula púrpura. La iglesia fue construida por Otman, quien había prometido construirla si las obras de su fuerte concluían con éxito. Sin embargo, los muros de la iglesia se fueron deteriorando con el tiempo y en 1904 necesitaron de una renovación completa. Esta iglesia es el principal lugar de culto de la comunidad griega católica de la ciudad. La mezquita de Ali Ibn Abi Talib, también conocida como la Mezquita Vieja, se construyó cerca del castillo en la época de Suleiman bajá.  

## Personas célebres
- Karimeh Abbud, una famosa fotógrafa de comienzos del siglo XX.
- Ghassan Alian, el primer comandante no judío de la Brigada Golani.
- Mansour F. Armaly, doctor que investigó el tratamiento médico del glaucoma.
- Zahi Armeli, exfutbolista del Maccabi Haifa, entre otros equipos.
- Mohammad Barakeh, parlamentario entre los años 1999 y 2015 por el partido Jadash.
- Imil Habibi, escritor y político, diputado por el partido comunista en los años sesenta.
- Hamad Amar, político druso y parlamentario en el Knéset por Israel Beitenu.
- Rami Hamadeh, portero de la selección de fútbol de Palestina y del Hilal al-Quds.
- Firas Mughrabi, futbolista del Bnei Sakhnin.